# Attività manifatturiera
L'attività manifattura/manifatturiera (o industria manifatturiera, è rilevante dal punto di vista geografico-economico) riguarda un insieme di aspetti spaziali ed economici quali: l'approvvigionamento delle risorse naturali, la loro trasformazione con conseguenze per l'ambiente e la distribuzione del prodotto finito.

## Descrizione

### Concetti generali
Nei due secoli successivi alla rivoluzione industriale, l'attività manifatturiera ha inciso vistosamente sull'organizzazione economica e territoriale dello spazio terrestre. Al pari della prima grande rivoluzione della storia economica (scoperta dell'agricoltura), la nascita della manifattura non fu un evento improvviso, ma venne preceduta da altre trasformazioni economiche, sociali, tecnologiche che la resero possibile. L'attività manifatturiera è un fattore fondamentale in tutti i sistemi economici moderni. L'industria è spesso sinonimo di settore secondario e si occupa della trasformazione dei beni primari (agricoltura, minerali, ecc). Si evidenziano tre fasi distinte di questa attività:
1. L'approvvigionamento di materie prime che vengono concentrate in un determinato luogo;
2. La produzione o trasformazione del bene primario in prodotto finito o semilavorato. Quanto più lungo e complesso sarà il processo di trasformazione, tanto più aumenterà il valore aggiunto attribuito al prezzo finale del bene. In alcuni settori il valore aggiunto è dato soprattutto dal lavoro umano (alta intensità di mano d'opera), in altri sono preponderanti i macchinari (alta intensità di capitale);
3. La distribuzione del bene prodotto sul mercato.

L'industria opera quindi nel sistema economico non isolatamente, ma instaurando una indispensabile serie di relazioni funzionali. Nella tradizione economica si distinguono tre tipi principali di rapporti tecnico-funzionali:
1. verticali (processi produttivi legati da una successione dell'apporto manifatturiero all'interno di una stessa impresa o tra diverse);
2. laterali (produzione parziale destinata all'assemblaggio con altre componenti prodotte da diverse imprese);
3. di servizio (quando le imprese utilizzano un processo o un servizio comune fornito in una determinata area). Il processo produttivo può essere descritto nei termini di una filiera, una vera e propria catena del valore, la quale produrrà un vantaggio competitivo per tutte le imprese che ne fanno parte. L'organizzazione dello spazio industriale dipende quindi da un insieme di condizioni relativamente complesse. Lo spazio industriale è uno spazio discontinuo, ovvero uno spazio di relazioni tra molteplici elementi variamente localizzati.

I primi addensamenti industriali si formarono nel Settecento e consistevano soprattutto in manifatture tessili e impianti per la lavorazione dei metalli. La localizzazione di quei primi distretti era fortemente orientata verso i giacimenti minerari e le fonti di energia per tutto l'Ottocento. In Italia le prime lavorazioni tessili si localizzarono nelle basse valli alpine del Piemonte e della Lombardia, attratte soprattutto dall'abbondanza dell'energia idrica.
Ben presto i primi distretti industriali attirarono consistenti flussi migratori dalle campagne, favorendo la concentrazione della popolazione. Quella prima fase di industrializzazione favorì l'affermazione delle prime potenze industriali: Regno Unito, Francia, Germania, Stati Uniti. Solo dopo la seconda guerra mondiale lo sviluppo industriale si diffuse in altre regioni e paesi. L'intensificazione delle relazioni si realizza sia all'interno che all'esterno dell'impresa, determinando in entrambi i casi profonde conseguenze sul piano dell'organizzazione territoriale. All'interno, la riduzione dei costi di produzione è avvenuta anzitutto aumentando la dimensione degli impianti, come conseguenza della standardizzazione e della produzione di massa. La divisione del lavoro ha consentito, sin oltre la metà del Novecento, di accrescere la produttività del lavoro utilizzando ampie quote di mano d'opera scarsamente qualificata alla quale veniva assegnata l'esecuzione di operazioni semplici e ripetitive.
All'esterno, l'intensificarsi delle relazioni tra più imprese localizzate in una stessa area produce la formazione di fitte relazioni funzionali fra di esse e con l'ambiente sociale e culturale circostante. Risparmi di costo, o economie esterne, sono riconducibili alle seguenti tipologie:
1. una divisione del lavoro tra le diverse unità produttive (decentramento);
2. unico sistema di infrastrutture e di servizi
3. imprese appartenenti allo stesso settore produttivo, sono localizzate nella stessa zona creando un fitto interscambio di personale e informazioni;
4. la reputazione acquisita dai prodotti provenienti da una determinata località (stimolando la domanda per quei beni particolari).

L'agglomerazione entro un'area urbana di medie o grandi dimensioni offre alle imprese diversi vantaggi aggiuntivi o economie di urbanizzazione, tra cui rientrano: mercato del lavoro maggiormente differenziato; vasto mercato di sbocco; infrastrutture e servizi collettivi di livello superiore; ampia gamma di servizi per la produzione e attività collaterali. Le più grandi regioni industriali sono concentrate in un numero ristretto di paesi e corrispondono spesso alla localizzazione di bacini carboniferi e alle aree metropolitane e portuali.
I processi di concentrazione e agglomerazione non si riproducono all'infinito dato che oltre una certa soglia si verificano delle diseconomie di scala. Per questo si assiste talvolta a processi di deglomerazione che assumono forme diverse: rilocalizzazione (decentramento territoriale); decentramento produttivo (simile al precedente, si ha quando le imprese trovano maggiormente conveniente la frammentazione del processo produttivo da parte di più aziende connesse tra di loro) esso produce un tessuto di imprese di piccole e medie dimensioni; 3 formazione di sistemi industriali periferici (conseguenza del decentramento)

### I soggetti industriali
Le imprese influenzano il destino del territorio in cui operano. Esse si pongono in relazione agli altri soggetti presenti. Si distingue tra grande e piccola impresa, nelle prime vi è un organo esecutivo, nelle seconde vi è solo la figura dell'imprenditore. Le grandi imprese sono favorite dal processo economico esse tendono infatti a formarsi inglobando quelle più piccole e affermandosi per le capacità strategiche di cui sono in possesso. L'elevata complessità della moderna impresa assume una organizzazione gerarchica in cui vi sono almeno tre livelli funzionali e spaziali:
- decisione, pianificazione, ricerca (in centri metropolitani);
- altre funzioni produttive a lavoro qualificato e che necessitano di infrastrutture (aree sviluppate);
- le produzioni standard che necessitano di mano d'opera non qualificata (aree sottosviluppate).

L'organizzazione dell'impresa assume quindi i livelli centrale, semiperiferico e periferico.
Nei primi anni del Novecento la grande impresa andava affermandosi, le prime furono quelle americane. Nel primo dopoguerra gli investimenti internazionali si concentrarono soprattutto nelle economie industrializzate e gli scambi internazionali avvenivano soprattutto tra gli stati fino al secondo dopoguerra. Soprattutto dagli anni 1980 invece, oltre la metà degli scambi inizia ad avvenire soprattutto tra le grandi imprese. In questo periodo si passò dal capitalismo concorrenziale, di inizio secolo, al capitalismo monopolistico moderno. La fase più recente dello sviluppo della grande impresa multinazionale corrisponde all'approfondimento delle tendenze volte alla scomposizione internazionale dei cicli produttivi. Lo sviluppo delle tecnologie informatiche e la maggior efficienza delle comunicazioni hanno consentito l'organizzazione di un sistema produttivo che presenta un'elevata flessibilità.
Inoltre le grandi imprese, fin dagli anni 1980 hanno avuto nuove esigenze come l'ampliamento dei propri settori di attività, la differenziazione del prodotto, il perseguimento della ricerca tecnologica, nuove forme di strategia come alleanze e accordi. Schematicamente è possibile identificare alcune tipologie essenziali:
- Acquisizioni (le unità acquisite mantengono la propria autonomia giuridica ma rientrando in una più ampia rete d'impresa);
- joint venture e accordi di cooperazione (fra imprese autonome in specifici progetti e iniziative produttive);
- alleanze strategiche (ricerca di vantaggi competitivi tra imprese radicate in aree diverse).

L'impresa multinazionale appare di conseguenza più flessibile e libera di muoversi sui diversi continenti riducendo i costi e realizzando una scomposizione del ciclo produttivo. Si parla in questo caso di “impresa globale”. Le multinazionali dunque seguono una logica duplice: le produzioni a basso contenuto tecnologico si collocano nelle zone in via di sviluppo, le produzioni altamente tecnologiche privilegiano zone di consolidata base industriale. A seguito di queste novità nel sistema di imprese, si è andato affermando una nuova situazione economica mondiale per cui la periferia del mondo non è più un fornitore di materie prime quanto di mano d'opera.

### Innovazione tecnologica e trasformazioni dello spazio industriale
Per gran parte del Novecento, l'economia industriale è andata organizzandosi intorno alla grande impresa e la concentrazione delle funzioni produttive in spazi relativamente ristretti. L'organizzazione produttiva dominante del secolo è definita Ford-Taylorista. Il modello fordista si basava sulla grande dimensione degli impianti, l'integrazione verticale del ciclo produttivo e la standardizzazione dei beni. L'apporto di Frederick Taylor (Taylorismo) fu invece sulla capacità di quel tipo di impresa di espandersi e diventare soggetto dominante dell'economia. A queste condizioni, le grandi imprese iniziarono a concentrare le proprie funzioni nei pressi delle grandi agglomerazioni. L'impresa era anche spinta a internalizzare funzioni crescenti al proprio interno allo scopo di realizzare sia economie di scala sia economie di varietà. Entrambe infatti realizzavano risparmi sui costi grazie alla produzione diversificata e in grandi quantità di beni. Questo modello organizzativo era però molto rigido e sulla fine degli anni 1970 tali limiti si trasformarono in vere e proprie diseconomie di scala.
A partire dagli anni 1970, nei paesi sviluppati si verifica una nuova rivoluzione tecnologica con effetti tanto profondi da essere considerata analoga alla prima rivoluzione industriale. Lo scambio delle informazioni diveniva sempre più facilitato e rapido, mentre si iniziavano a programmare sui calcolatori, diverse funzioni complesse per l'uomo. Le conseguenze della rivoluzione tecnologica sono soprattutto di processo e non di prodotto. La tendenza verso una crescente flessibilità del sistema è spiegabile individuando i principali cambiamenti:
- l'automazione dei cicli produttivi;
- acquisizione di polivalenza della posizione dei lavoratori nel ciclo produttivo. Inoltre si sono verificati dei cambiamenti anche nei comportamenti localizzativi per cui se da un lato, le imprese continuano a deconcentrare, dall'altro tendono a riagglomerare le funzioni di livello più elevato e anche le funzioni produttive che rispondono a canoni moderni come il just in time.

### Globalizzazione dell'economia
L'introduzione di nuove tecnologie non è un fenomeno estraneo ad altri processi sociali ed economici. Essa è innanzitutto la risposta dei soggetti economici alla crescente globalizzazione e differenziazione della domanda di mercato. Per internazionalizzazione si intendono i processi che hanno caratterizzato nel corso del Novecento l'evoluzione delle grandi imprese industriali. All'inizio degli anni 1990, gli investimenti esteri diretti hanno registrato una riduzione relativa e sono invece aumentati gli accordi inter-impresa e soprattutto si è andato sviluppando un modello spiccatamente regionalizzato.
L'organizzazione spaziale del sistema globale e multinazionale è caratterizzata da una struttura altamente integrata e gerarchizzata che si articola su tre livelli principali:
- In un livello superiore vi sono le aree metropolitane dove operano i centri decisionali;
- In un secondo livello si pongono i grandi centri industriali storici;
- In un livello inferiore si trovano invece, le aree di decentramento delle funzioni produttive più standardizzate, generalmente le aree in via di sviluppo.

### Spazio industriale contemporaneo
Le condizioni moderne favoriscono quindi una nuova organizzazione economica basata sui seguenti criteri: decentramento delle funzioni produttive; selettività spaziale dei processi industriali; consolidamento dei nuovi sistemi produttivi periferici; concentramento di produzioni a elevato contenuto tecnologico.
I processi di industrializzazione hanno coinvolto soprattutto i paesi a reddito medio, privilegiando l'Asia e marginalizzando l'Africa sub-sahariana.
I flussi di investimento sono divenuti più complessi anche se i destinatari principali sono ancora le economie sviluppate. L'Unione europea costituisce la zona geografica maggiormente dipendente dagli investimenti esteri, ma si registra una crescita nelle aree in via di sviluppo. Alcune aree geografiche restano comunque ancora marginalizzate. Il termine Triade globale evidenza l'organizzazione tripolare del mondo economico contemporaneo che ruota sui tre vertici: Nord America, Europa occidentale, Asia orientale.
Se nei primi decenni del Novecento le piccole e piccolissime imprese sembravano destinate a scomparire in seguito alla competizione con le grandi imprese standardizzate, negli ultimi anni pare che stiano invece riscoprendo una crescita di importanza nell'economia. Nei paesi di più antica industrializzazione si sono verificati nel tempo processi di agglomerazione, in Italia invece ancora oggi le piccole imprese detengono un numero di occupati maggiore a quello delle grandi imprese. L'affermazione della piccola impresa si è fondata spesso sulla valorizzazione di condizioni imprenditoriali locali capaci però di attivare relazioni con ambiti più vasti, nazionali e internazionali. Caratteristiche peculiari della situazione italiana sono state: Presenza di capitale disponibile; tradizione commerciale e artigianale storicamente radicata; forza lavoro dispersa in una miriade di unità di piccole dimensioni; la struttura familiare “allargata”; la tradizionale frammentazione della proprietà agricola; mancata polarizzazione urbano-industriale che ha evitato le diseconomie moderne; forte coesione sociale e culturale.
La piccola impresa in virtù della sua elevata flessibilità è spesso coinvolta nella ricerca e nello sviluppo unitamente alla grandi imprese. Si tratta in questi casi di "impresa innovativa". Nel complesso, l'egemonia dei paesi sviluppati nei segmenti maggiormente produttivi si deve ad alcuni fattori decisivi: Le quote più alte destinate alla ricerca; Definizione di politiche strategiche nazionali o regionali in materia tecnologica; La presenza di particolari condizioni infrastrutturali; la vicinanza ai principali poli universitari; Efficiente sistema di infrastrutture; Presenza di economie di urbanizzazione; Una base industriale differenziata; vicinanza ai centri di ricerca militari; condizioni climatiche favorevoli e buon livello di qualità della vita.

## Primi 50 paesi per produzione manifatturiera
Lista dei paesi con il più alto valore totale della produzione manifatturiera. Dati della Banca mondiale.
| #  | Paese               | Valore in milioni di US$ | Anno |
| -- | ------------------- | ------------------------ | ---- |
| 1  | Cina                | 4.658.787                | 2023 |
| 2  | Stati Uniti         | 2.497.131                | 2023 |
| 3  | Germania            | 838.893                  | 2023 |
| 4  | Giappone            | 818.397                  | 2023 |
| 5  | India               | 461.379                  | 2023 |
| 6  | Corea del Sud       | 416.389                  | 2023 |
| 7  | Messico             | 358.916                  | 2023 |
| 8  | Italia              | 353.621                  | 2023 |
| 9  | Francia             | 296.966                  | 2023 |
| 10 | Brasile             | 289.790                  | 2023 |
| 11 | Regno Unito         | 279.780                  | 2023 |
| 12 | India               | 255.961                  | 2023 |
| 13 | Russia              | 251.577                  | 2023 |
| 14 | Turchia             | 218.580                  | 2023 |
| 15 | Spagna              | 176.454                  | 2023 |
| 16 | Irlanda             | 162.319                  | 2023 |
| 17 | Svizzera            | 160.231                  | 2023 |
| 18 | Arabia Saudita      | 157.875                  | 2023 |
| 19 | Canada              | 149.267                  | 2023 |
| 20 | Polonia             | 135.620                  | 2023 |
| 21 | Thailandia          | 128.286                  | 2023 |
| 22 | Paesi Bassi         | 125.146                  | 2023 |
| 23 | Argentina           | 105.423                  | 2023 |
| 24 | Vietnam             | 102.628                  | 2023 |
| 25 | Bangladesh          | 97.727                   | 2023 |
| 26 | Australia           | 92.667                   | 2023 |
| 27 | Malaysia            | 92.001                   | 2023 |
| 28 | Singapore           | 88.498                   | 2023 |
| 29 | Svezia              | 83.010                   | 2023 |
| 30 | Austria             | 81.214                   | 2023 |
| 31 | Iran                | 78.543                   | 2023 |
| 32 | Belgio              | 72.566                   | 2023 |
| 33 | Filippine           | 70.896                   | 2023 |
| 34 | Rep. Ceca           | 68.700                   | 2023 |
| 35 | Danimarca           | 64.967                   | 2023 |
| 36 | Israele             | 60.274                   | 2023 |
| 37 | Egitto              | 59.002                   | 2023 |
| 38 | Venezuela           | 58.236                   | 2023 |
| 39 | Nigeria             | 55.900                   | 2023 |
| 40 | Emirati Arabi Uniti | 55.761                   | 2023 |
| 41 | Sudafrica           | 49.348                   | 2023 |
| 42 | Pakistan            | 45.946                   | 2023 |
| 43 | Romania             | 44.274                   | 2023 |
| 44 | Finlandia           | 44.136                   | 2023 |
| 45 | Colombia            | 39.636                   | 2023 |
| 46 | Ungheria            | 36.403                   | 2023 |
| 47 | Portogallo          | 34.316                   | 2023 |
| 48 | Perù                | 33.943                   | 2023 |
| 49 | Kazakistan          | 32.175                   | 2023 |
| 50 | Cile                | 30.889                   | 2023 |
|    | Mondo               | 16.182.038               | 2023 |